# Box Office 3D - Il film dei film
Box Office 3D - Il film dei film è un film del 2011 co-scritto, diretto, co-prodotto e interpretato da Ezio Greggio.
La pellicola non ha avuto successo, con un incasso equivalente solo a poco più della metà del budget e un gran numero di critiche negative, molte delle quali contrariate dal fatto di aver proposto il film a un prestigioso evento come il Festival del Cinema di Venezia.

## Trama
Box Office 3D contiene le parodie di alcuni fra i maggiori blockbuster prodotti fra gli inizi degli anni 2000 e gli inizi dei 2010, eccetto la trilogia del Padrino (1972-90) e U-Boot 96 (1981).
| Parodia                                             | Opera originale                        | Cast |
| --------------------------------------------------- | -------------------------------------- | --- |
| Il Codice Teomondo Scrofalo                         | Il Codice da Vinci e Millennium        | Ezio Greggio, Giorgia Würth, Michelangelo Pulci, Ric, Mario Zucca, Max Pisu, Mariano Rigillo                                                                                          |
| Chi ha ucciso l'ultimo Padrino?                     | Il padrino                             | Maurizio Mattioli, Enzo Salvi, Gianfranco Jannuzzo, Franco Neri |
| Chi ha ucciso l'ultimissimo Padrino? (Il minchione) | Il padrino                             | Maurizio Mattioli, Enzo Salvi, Gianfranco Jannuzzo, Franco Neri |
| Twinight                                            | Twilight                               | Anna Falchi, Alessandro Bianchi, Luca Giurato (cameo) |
| Gladiator 2                                         | Il gladiatore                          | Ezio Greggio, Mario Zucca, Ric, Maurizio Mattioli, Enzo Salvi, Michelangelo Pulci, Mariano D'Angelo, Cesara Buonamici (cameo)                                                         |
| Corri FAST che sono FURIOUS                         | Fast & Furious e Grease                | Ezio Greggio, Enzo Salvi, Gianni Fantoni |
| Old Old 70 - L'ospizio può attendere                | 007                                    | Ric, Sergio Solli |
| La guerra del silenzio                              | U-Boot 96                              | Ezio Greggio, Gianni Fantoni, Michelangelo Pulci, Alessandro Bianchi |
| Zoppo - L'eroe claudicante                          | Zorro                                  | Biagio Izzo, Ric, Gianfranco Jannuzzo, Domitilla D'Amico |
| Viagratar                                           | Avatar                                 | Rocco Ciarmoli, Claudia Penoni |
| Erry Sfotter e l'età della pensione                 | Harry Potter e Il Signore degli Anelli | Ezio Greggio, Cristiano Militello, Antonello Fassari, Gigi Proietti, Anna Falchi, Michelangelo Pulci, Alessandro Bianchi, Claudia Penoni, Bruno Pizzul (cameo), Aldo Biscardi (cameo) |

### Il Codice Teomondo Scrofalo
Parigi. Viene trovato morto il custode del Museo del Louvre: il professore di simbologia all'Università Frank Strong viene convocato dalla polizia locale: secondo i crittologi presenti sulla scena del crimine, l'assassino avrebbe agito per rubare un prezioso quadro del pittore seicentesco Teomondo Scrofalo (personaggio di fantasia già portato alla ribalta dall'attore Ezio Greggio nel programma televisivo Drive in). Costui è addirittura più famoso di Leonardo da Vinci e i suoi quadri, come quello esposto al Louvre, valgono milioni. Frank però ritiene che tale pittore sia mediocre, vista la bruttezza dei volti dei personaggi che rappresenta nei suoi quadri. Frank si reca con la sua ex allieva Liz Salamander (parodia di Lisbeth Salander, della serie Millennium) nella cripta di Teomondo Scrofalo nella periferia di Parigi e lì scopre il famoso codice a tre punte che se sovrapposto ad una mappa indica il luogo dove si trova il quadro. Giunti sul posto, trovano una setta satanica intenta a compiere un rito per ottenere l'elisir di lunga vita. Infiltratosi tra gli accoliti, anche Frank compie il rito, ritrovandosi però con l'aspetto di un ubriacone con la barba: si scopre che Scrofalo, oltre che in arte, era una frana anche in alchimia e aveva creato per sbaglio la formula per l'elisir dell'eterna ubriachezza. Frank è così costretto a trovare un rimedio per tornare fedele all'acqua e non al vino, e nel mentre maledice Teomondo Scrofalo e tutte le sue "opere".

### Chi ha ucciso l'ultimo Padrino?
Due mafiosi italoamericani vengono sequestrati dai loro superiori a New York e condannati ad essere uccisi mediante l'immersione in un catino ripieno di cemento fresco. I due malviventi non hanno via di uscita e il loro boss sorridente li guarda mentre stanno per venire sepolti nel catino; ma accade qualcosa: uno dei due condannati fa il nome di un uccellino che ha cantato.

### Chi ha ucciso l'ultimissimo Padrino? (Il minchione)
Seconda parte della scena precedente. L’esecuzione viene ritardata, ma solo per poco tempo: ora quelli da immergere sono tre, ma costoro, per ritardare ancora l'immersione, spifferano i nomi di altri loro colleghi che avrebbero potuto essere coinvolti nell'uccisione dell'ultimo Padrino.

### Twinight
Edward non riesce a rivelare a Bella di essere un vampiro. All'improvviso compare un licantropo che si mette a combattere con Edward. Intanto, a casa sua, Bella viene raggiunta da numerosi personaggi di altri film horror.

### Gladiator 2
Antica Roma. Massimo Decimo Meridio, comandante dell'esercito del Nord, viene convocato dall'imperatore Marco Aurelio per decidere se lui o Commodo (figlio dell'attuale imperatore) sarebbero dovuti diventare imperatori alla morte del padre. L'imperatore decide allora di utilizzare un sesterzio per decidere chi dei due sarebbe diventato imperatore, ma suo figlio Commodo gliene fornisce uno truccato che ha due facce identiche. Quindi Commodo diventa imperatore (nel frattempo suo padre ha avuto un attacco cardiaco) e fa arrestare e condannare a morte Massimo. Approfittando del fatto che i soldati si mettono a discutere su come giustiziarlo, Massimo riesce a sfuggirgli e chiede un passaggio ad un mercante, che in realtà è un venditore di schiavi. Massimo finisce a combattere contro un gladiatore fortissimo, soprannominato "lo svizzero" perché è puntuale ammazzando uno schiavo ogni minuto. Grazie alla sua furbizia Massimo vince l'incontro e viene liberato da Commodo, torna a casa da sua moglie che non rivede da sette anni e scopre che nel frattempo ha avuto un figlio di colore. La donna è infuriata col marito per questi anni di assenza e lo inonda di faccende domestiche: pur di non fare tutti i lavoretti di casa, Massimo preferisce tornare a combattere piuttosto che stare con la moglie.

### Corri FAST che sono FURIOUS
Due gareggianti di auto si mettono sulla Route 66 al tramonto per compiere la loro corsa. Le loro auto si rivelano però dei catorci e non si decidono a partire. Così i due uomini sono costretti a scappare dalla folla di tifosi inferociti che rivogliono i soldi puntati.

### Old Old 70 - L'ospizio può attendere
Il famoso agente inglese James Bond è ormai anziano e logoro, quasi non riesce a muoversi più. Tuttavia la sua agenzia di armi speciali e super tecnologiche non rinuncia a rifilargli la sua ultima missione. Così Bond si prepara all'ultima sfida, ma proprio mentre sta riacquistando il coraggio di una volta, cade rovinosamente per le scale. Così viene portato definitivamente all'ospizio, da dove non uscirà mai più.

### La guerra del silenzio
In una guerra sottomarina tra capitani statunitensi e tedeschi, il Capitano del sottomarino degli USA intima i compagni di fare silenzio, altrimenti non avrebbero captato il segnale a ultrasuoni dei nemici. Tuttavia l'equipaggio nel sottomarino americano è molto rumoroso, quasi involontariamente, rischiando così di mandare a monte il piano del Capitano, che rischia addirittura di rovinare a terra sul metallo rimbombante in seguito ad una scivolata. Quasi senza farlo apposta, alla fine il Capitano e i suoi compagni iniziano ad urlare per la finale dei mondiali vinta dall'Italia e il loro sottomarino verrà localizzato e fatto esplodere.

### Zoppo - l'eroe claudicante
California, 1800. Una cittadina polverosa viene invasa dai briganti. Un anziano signore sta per essere torturato, quando una frusta sferzante colpisce la mano del manigoldo che si ritrae spaventato assieme ai compagni. Zorro, l'eroe mascherato di nero, si avvicina alle belle dame della cittadina cavalcando il suo bel destriero, ma quando scende rovina penosamente per terra e nel lamentarsi incomincia a sproloquiare in napoletano. La gente del villaggio ben presto si rende conto che quell'uomo non è l'eroe che fa al caso loro.

### Viagratar
In un futuro molto lontano, tutti gli uomini del pianeta Terra sono costretti a vivere senza fare più sesso: infatti pare che una misteriosa malattia virale abbia reso impotenti i membri virili degli uomini. Col serio rischio di una possibile estinzione della razza umana, vengono mandati dei volontari sul pianeta Panduro (parodia del pianeta Pandora dal film Avatar) dove cresce una speciale pianta a forma di zollette di zucchero che, ingerita, subito fa tornare il vigore negli uomini come un potentissimo viagra. Un delinquente degli avatar (la popolazione aliena del pianeta) ruba molti semi di questa pianta speciale e intende portarli tutti sulla Terra, disobbedendo così al patto legislativo firmato in origine tra l'uomo e i nativi di Panduro.

### Erry Sfotter e l'età della pensione
Nel College di Sequels (parodia del College di Howarts della saga Harry Potter) i tre prodigi maghetti Erry, Ronf ed Hermiona (parodie rispettivamente di Harry Potter, Ron Weasley ed Hermione Granger, sempre della sopracitata saga) non sono più i potenti ragazzi di una volta e tutti e tre sono delle frane totali in qualsiasi tipo di magia. Inoltre sono anche molto rozzi e volgari: per di più ora hanno raggiunto la sessantina e non sanno più come superare i test di ammissione ai corsi successivi per ottenere la Laurea in Magia e Stregoneria. Perfino l'anziano preside, il professor Silenzio (parodia di Albus Silente) non sa più che fare e ce l'ha in particolar modo con Erry, che gli getta il malocchio ogni volta che nomina il nemico dei maghi Lord Vachemort (parodia di Lord Voldemort). Dopo l'ennesimo fallimento sia da parte di Erry per ottenere la laurea che da parte di Ronf ed Hermiona nel loro amore contrastato, il preside decide di riscattare l'onore del college di Sequels con una bella partita di calcio giocata con le scope volanti ma purtroppo, a causa la riduzione del budget, la partita si dovrà giocare con semplici scope. Erry e Ronf, con loro grande sorpresa, scoprono che dovranno giocare contro il Signorino degli Anelli, Frodolo, ed il mostruoso Gobbum, parodie della saga Il Signore degli Anelli nei personaggi di Frodo Baggings e di Gollum: Gobbum indossa una casacca della Juventus (chiaro riferimento al soprannome "Gobbi" da sempre affibbiato alla compagine bianconera). Il premio in palio, oltre ai fondi per i film futuri, sarà anche il prodigioso anello che Frodolo tiene al dito. La bizzarra partita viene vinta dalla squadra di Erry, tuttavia il Professor Silenzio decide di tenere per sé l'anello per avere la possibilità di partecipare ad un sequel de Il Signore degli Anelli. Sia Erry che Frodolo tentano di riprendersi l'anello, ma assistono di nascosto a una conversazione tra il professor Silenzio e la docente di magia della scuola, la professoressa Stirling, in cui il preside rivela disperato che la produzione non intende più finanziare i film di Erry Sfotter poiché gli attori sono diventati vecchi. Il mago medita quindi di farli tornare bambini con una magia nera. Per impedire che questo accada, Erry combina il potere della sua bacchetta magica con quello dell'anello, creando una via di fuga grazie alla quale Erry, Ronf, Hermiona, Frodolo e Gobbum riescono a scappare. Si ritrovano tuttavia nel film del Padrino, proprio mentre i traditori stanno per essere gettati nel catino di cemento. Si ritrovano tutti coinvolti nell'assurda esecuzione, tuttavia dal nulla spunta Ezio Greggio, nella parte di sé stesso, che mette fine al film tra i festeggiamenti generali, con un cameo di Gina Lollobrigida.

## Produzione
Il film è stato girato in Bulgaria, negli studi Bojana di Sofia, tra aprile e maggio del 2011, in collaborazione con la società di Service Mendips Productions.

### Cast
Il cast del film è in gran parte lo stesso di Un'estate al mare di Carlo Vanzina: oltre allo stesso Ezio Greggio hanno partecipato ad entrambi i film Anna Falchi, Enzo Salvi, Biagio Izzo, Maurizio Mattioli e Gigi Proietti. Da segnalare tra l'altro che Greggio e Gianfranco Jannuzzo si sono conosciuti sul set del film Il papà di Giovanna di Pupi Avati. Riccardo Miniggio invece aveva già recitato per Greggio nel film Svitati e in ogni caso aveva condotto insieme al regista del film diverse edizioni del programma televisivo Striscia la notizia.
Nel film sono presenti numerosi cameo di attori e personaggi dello spettacolo: compaiono infatti Luca Giurato, nella parodia di Twilight, Cesara Buonamici, nella parodia del Gladiatore, a cui Greggio si rivolge dicendole «Ave Cesara!», Aldo Biscardi nel ruolo del mago Biscardo e Bruno Pizzul nel ruolo di se stesso, a commentare la partita di "scope normali" nella parodia di Harry Potter, e Gina Lollobrigida nel finale del film.

## Colonna sonora
Il tema portante della colonna sonora del film è Danza kuduro, brano musicale di Don Omar in collaborazione con Lucenzo. In realtà quella che si sente nei titoli di coda è una versione creata appositamente per il film.

## Distribuzione
Il film è stato presentato in anteprima il 31 agosto 2011 alla 68ª Mostra internazionale d'arte cinematografica di Venezia, ed è uscito nelle sale italiane il successivo 9 settembre.

## Accoglienza

### Incassi
La pellicola ha incassato, durante il primo fine settimana di programmazione 778000 €. Gli incassi totali ammontano a 2777000 €. Di fatto il film si è rivelato un flop commerciale, in quanto è riuscito a recuperare solo poco più della metà del budget, che ammonta a circa 5 milioni di euro.

### Critica
La pellicola è stata aspramente stroncata dalla critica. Fabio Ferzetti, scrivendo una recensione su Il Messaggero, lo ritiene «inopportuno per il Festival [...] , è brutto, anzi bruttissimo, e soprattutto non fa ridere nemmeno a cannonate, malgrado le assicurazioni di Greggio». Su BadTaste si legge: «Nel suo furore, che va anche oltre il concetto di metacinematografico (personaggi che sanno di stare in un film che paròdia altri film), verso la fine il film cita anche Mezzogiorno e mezzo di fuoco con i personaggi di una parodia (quella di Harry Potter) che escono dal proprio set finendo in un altro (quello de Il Padrino) e alla fine il regista stesso, cioè Greggio, compare in scena annunciandosi come tale per affermare la supremazia del cinema e andare via con Gina Lollobrigida (sic!) tra gli applausi. Una scena che lascia di stucco davvero. E non di meraviglia». Su Lascimmiapensa.com viene aggiunto anche «Se l'obiettivo di Ezio Greggio era quello di riprodurre il successo dei vari Scary Movie, attraverso la dissacrazione di alcune opere di culto, il risultato ottenuto invece è stato solo quello di dar vita ad una involontaria parodia del suo stesso lavoro, senza però giungere mai alla risata», collocandolo infine al secondo posto dei venti film più brutti del periodo 2000-2019.
Per quanto riguarda la tecnica del 3D, sul sito BadTaste si legge: «Superfluo un commento sulla qualità del 3D di questo che dovrebbe essere il primo film italiano girato in stereoscopia uscito al cinema. Basti sapere che, nelle scene in cui gli oggetti dovrebbero uscire dallo schermo, questi finiscono per non uscire assolutamente dallo schermo».
Un altro aspetto molto contestato è stato quello, appunto, di mostrare il film in una sorta di pre-apertura al Festival di Venezia 2011. Come inviato alla Mostra del cinema di Venezia per il Corriere della Sera, il noto critico cinematografico Paolo Mereghetti scrive, a proposito del film di Greggio, in un articolo dal titolo emblematico «Box office 3D», parodia che non convince - L'imbarazzante film di Ezio Greggio apre Venezia: «Imbarazzo. Questa l'unica reazione possibile alla fine della proiezione di BoxOffice 3D: Il film dei film che ha «preinaugurato» ieri la Mostra. Imbarazzo tra chi usciva e si scambiava sguardi disperati e imbarazzo anche per chi (amici? claque?) applaudiva Greggio e il cast venuto a godersi queste due ore di gloria. Greggio ha costruito una dozzina di parodie decisamente goliardiche su film più o meno famosi. Avrebbero avuto bisogno di battute e di gag fulminanti e invece non andiamo molto più in là delle «tavanate galattiche» di televisiva memoria. No, il cinema è decisamente un'altra cosa. E alla fine qualcuno se ne dev'essere anche accorto, perché nel catalogo ufficiale questo film non è nemmeno citato». Greggio ha in seguito risposto, tramite il sito e rivista Best Movie, a Paolo Mereghetti ed a chi ha attaccato la sua pellicola e l'opportunità che questa fosse stata presentata a Venezia, mettendo in discussione il ruolo dei critici e rivendicando la maggiore importanza del pubblico nel successo dei film nei cinema.